# Nerežišće
Nerežišće är en ort i Kroatien.   Den ligger i länet Dalmatien, i den södra delen av landet, 280 km söder om huvudstaden Zagreb. Nerežišće ligger 391 meter över havet och antalet invånare är 606.
Terrängen runt Nerežišće är kuperad.  Närmaste större samhälle är Supetar, 6,3 km norr om Nerežišće. Trakten runt Nerežišće består i huvudsak av gräsmarker.